# Platystethus cornutus
Platystethus cornutus är en skalbaggsart som först beskrevs av Johann Ludwig Christian Gravenhorst 1802.  Platystethus cornutus ingår i släktet Platystethus, och familjen kortvingar. Enligt den finländska rödlistan är arten sårbar i Finland. Arten är reproducerande i Sverige. Artens livsmiljö är ruderatmarker, vägrenar och banvallar.